# Římskokatolická farnost Jinín
Římskokatolická farnost Jinín je územním společenstvím římských katolíků v rámci strakonického vikariátu Českobudějovické diecéze.

## O farnosti
Roku 1303 je připomínán jinínský plebán, jménem Ulrik. Původně raně gotický kostel byl přestavěn roku 1482 a následně v 18. století. Ve 20. století přestala být farnost obsazována knězem. Je administrována ex currendo ze Strakonic.
| Kostel                         | Místo       | Bohoslužba             | Bohoslužba                                    | Poznámka        |
| ------------------------------ | ----------- | ---------------------- | --------------------------------------------- | --------------- |
| Kostel Nanebevzetí Panny Marie | Jinín       | neděle                 | 11.00 (střídavě Mše svatá a bohoslužba slova) | filiální kostel |
| Kaple sv. Jana Nepomuckého     | Kuřimany    | neslouží se pravidelně | neslouží se pravidelně                        | obecní kaple    |
| Kaple sv. Jana Nepomuckého     | Mladějovice | neslouží se pravidelně | neslouží se pravidelně                        | obecní kaple    |
| Kaple sv. Václava              | Sudkovice   | neslouží se pravidelně | neslouží se pravidelně                        | obecní kaple    |
| Kaple sv. Jana Křtitele        | Třešovice   | neslouží se pravidelně | neslouží se pravidelně                        | obecní kaple    |